# Tatra K3R-N

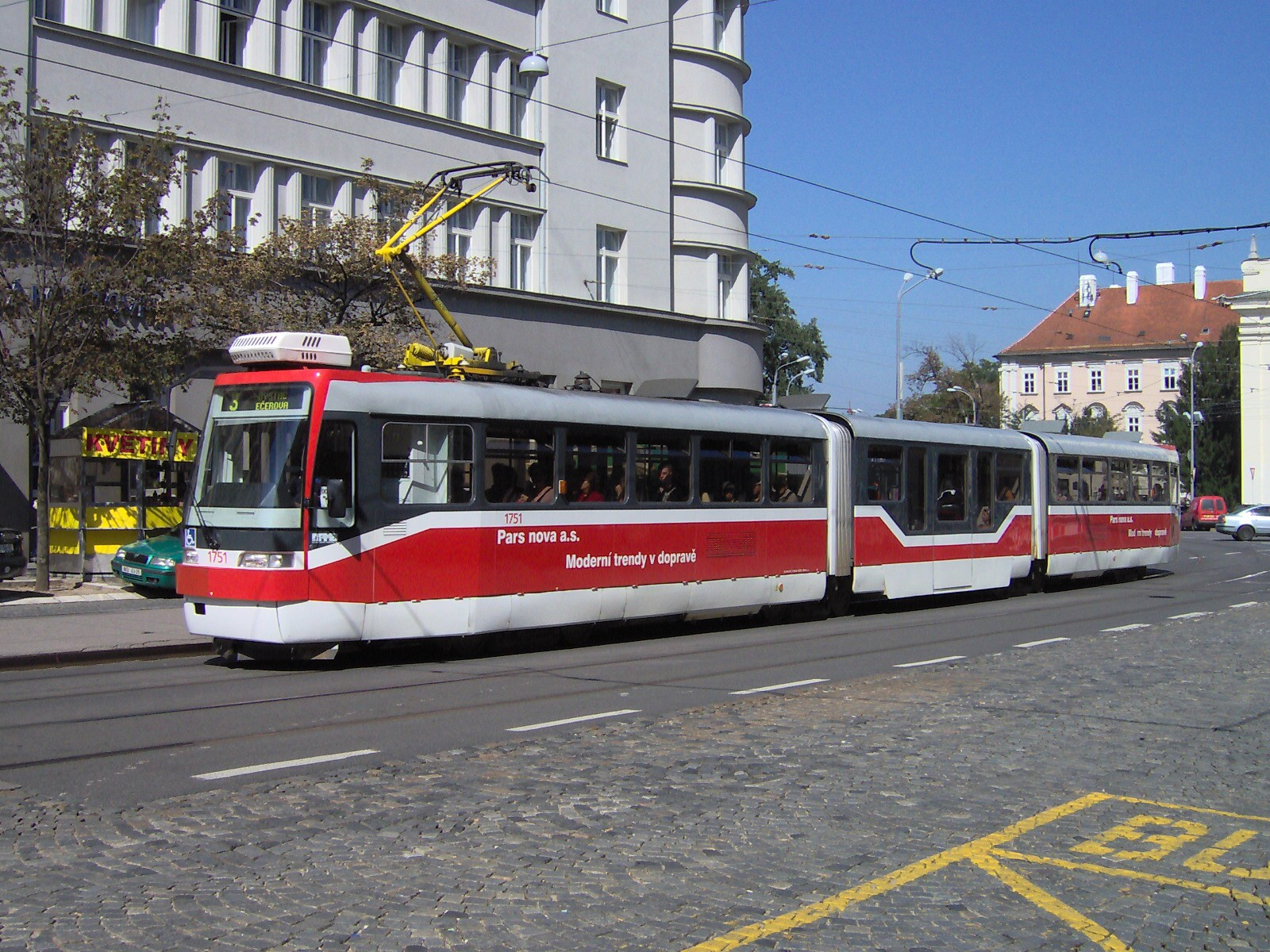
První brněnský vůz K3R-N ev. č. 1751

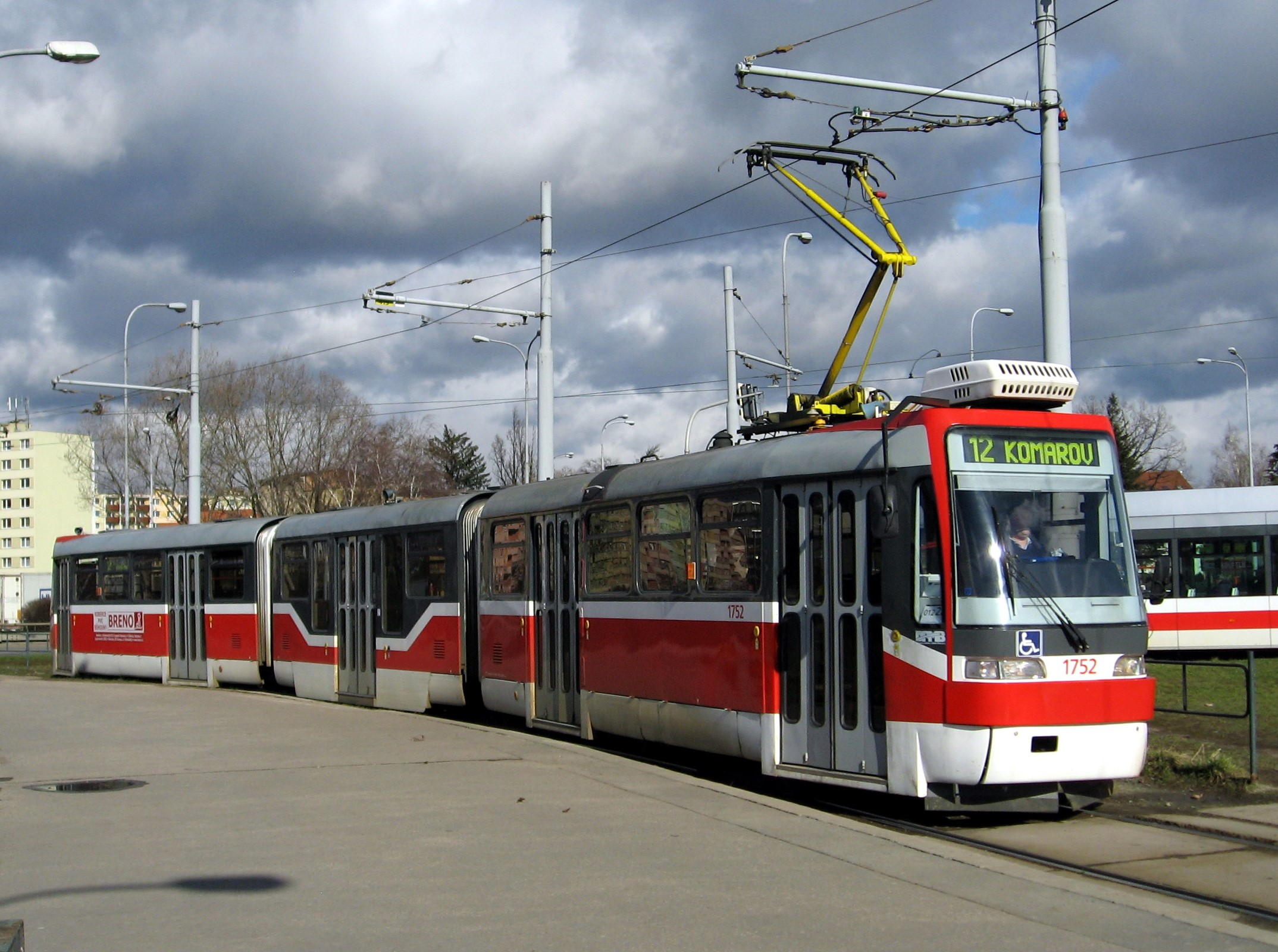
Tatra K3R-N ev. č. 1752 na lince číslo 12 v Komárově

Tatra K3R-N je česká tříčlánková částečně nízkopodlažní tramvaj. Vznikla modernizací (včetně doplnění středního článku) tramvaje Tatra K2 ve firmě Pars nova pro Dopravní podnik města Brna. Tímto způsobem byly v letech 2002 až 2004 modernizovány dva vozy, další dvě tramvaje typu K3R-N byly vyrobeny zcela nově v roce 2006.

## Historické pozadí
Trend zavádění nízkopodlažních vozů do provozu a zároveň zastaralost dvoučlánkových vysokopodlažních tramvají Tatra K2 přinutil Dopravní podnik města Brna zásadně modernizovat tyto vozy. Firma Pars nova předložila brněnskému dopravnímu podniku nabídku na modernizaci tramvají K2 s vložením nového středního nízkopodlažního článku. Vzniklo tak velkokapacitní tramvajové vozidlo, svou délkou a kapacitou blížící se tramvajím Tatra KT8D5.

## Modernizace
Modernizované vozy prošly generální opravou původních článků a podvozků. Mezi původní články byl dosazen článek třetí, nízkopodlažní s výsuvnou nájezdovou plošinou a místy pro kočárky a invalidní vozíky. Na levé straně středního článku (naproti dveřím) se nachází široké dveře nouzového východu, které mohou využít i osoby na invalidním vozíku. Vozy obdržely nová laminátová čela navržená Patrikem Kotasem, která jsou v Brně používána ve větším množství. Zmodernizován byl i interiér: byly osazeny nové skládací dveře, okna, polstrované sedačky, madla, obložení, protiskluzová podlahová krytina, akustický a optický informační systém pro cestující, apod. Rovněž i kabina řidiče se dočkala modernizace (ruční řadič, nový řídící pult, klimatizace, nová sedačka).
Velké změny byly provedeny také v elektrické části tramvaje. Byla použita tranzistorová elektrická výzbroj typu TV Progress od firmy Cegelec, osazeny statické měniče, polopantograf s elektrickým ovládáním. V každém ze čtyř podvozků se nachází dva trakční motory (každý pohání vždy jednu nápravu), tramvaj je tedy 100% adhezní.
Druhý modernizovaný vůz K3R-N se od prvního v detailech odlišuje (použití lehčího a pevnějšího spřáhla, zvětšení kanálů chlazení motorů apod.), největší změnou je ale absence nouzového východu ve středním článku.
Zbylé dvě tramvaje K3R-N jsou v podobě druhého vozu (vyjma odlišného polopantografu a odlišného kloubu), nový je ale fakt, že se nejedná o modernizované vozy K2, ale zcela nově vyrobené tramvaje na „dokladech“ původních vozů K2.

## Provoz tramvají Tatra K3R-N
| Současný stát | Provoz | Článek | Typ   | Rok výroby | Roky modernizací | Počet vozů | Evidenční čísla při dodání | Poznámky                     |
| ------------- | ------ | ------ | ----- | ---------- | ---------------- | ---------- | -------------------------- | ---------------------------- |
| Česko         | Brno   | článek | K3R-N | 1974–1977  | 2002–2004        | 2 kusy     | 1751, 1752                 | modernizace starších vozů K2 |
| Česko         | Brno   | článek | K3R-N | 2006       | –                | 2 kusy     | 1753, 1754                 |                              |

Modernizace první tramvaje K2 na typ K3R-N byla zahájena v roce 2002. Vzhledem k situaci s vozy Tatra RT6N1, kdy výrobce dodal tramvaje ve velmi poruchové podobě, byl vůz K2 evidenčního čísla 1065 firmou Pars nova odkoupen, do Šumperka byl z Brna odeslán 26. září 2002. V srpnu 2003 byl již hotov a v září téhož roku byl vystaven na Mezinárodní strojírenském veletrhu v Brně, kde obdržel cenu generálního ředitele Veletrhy Brno, a.s. Zkušební provoz bez cestujících byl zahájen v listopadu 2003, zkušební provoz s cestujícími 11. února 2004. V červnu téhož roku došlo ke schválení typu K3R-N Drážním úřadem a k vydání průkazu způsobilosti. Do té doby jezdila tramvaj bez evidenčního čísla a byla stále majetkem Pars nova. Pod číslem 1751 a jako vlastní vůz byla tramvaj brněnským dopravním podnikem vypravena poprvé 1. července 2004.
Díky schválení typu byla do Šumperka v první polovině června 2004 odeslána druhá tramvaj K2 ev. č. 1115, v modernizované podobě jako K3R-N byla zpět do Brna dodána v říjnu téhož roku, v pravidelném provozu s ev. č. 1752 se objevila v lednu 2005. Ač původní plány počítaly až s 22 tramvajemi K3R-N, došlo k nákupu pouze dalších dvou kusů. Oba vozy zcela nově vyrobené na základě průkazů způsobilosti tramvají K2 ev. č. 1068 a 1071 se v Brně objevily ve druhé polovině roku 2006. Vůz ev. č. 1753 byl nasazen do pravidelného provozu poprvé v říjnu 2006, tramvaj č. 1754 v prosinci téhož roku.
Kvůli nevhodnému řešení uložení středního článku došlo po několika letech provozu k poškození otočných čepů druhého a třetího podvozku. Toto poškození bylo natolik vážné, že nemohla být zaručena bezpečnost provozu, proto byly tři vozy K3R-N v září 2009 a v únoru 2010 postupně odstaveny. Výjimkou byla tramvaj č. 1751, která prodělala v roce 2009 dílenskou velkou prohlídku a která zůstala provozní. Ostatní tři vozy byly mimo provoz a čekaly na vyřešení konstrukčních problémů čepů. V roce 2012 byl zprovozněn vůz 1752, v následujícím roce i tramvaj č. 1754, naopak dočasně odstaveny zůstaly vozy č. 1751 a 1753. Roku 2016 došlo k odstavení i zbylých provozních K3R-N č. 1752 a 1754 z důvodů finanční náročnosti oprav. Se zprovozněním se tehdy v souvislosti s dodávkou 20 nových tramvají Škoda 13T již nadále nepočítalo. V závěru roku 2017 ale byla podepsána smlouva s výrobcem na opravu všech čtyř vozů K3R-N. Původní plán počítal s převozem tramvají č. 1751 a 1753 k výrobci do Šumperka, jejich zprovoznění do 14, respektive 12 týdnů a následné opravě zbylých dvou vozidel po vzoru prvních dvou přímo v Brně, a to do osmi týdnů. Repase elektrických výzbrojí byla objednána separátně u firmy Pragoimex. Tramvaje č. 1751 a 1753 byly k výrobci odvezeny v prosinci 2017, ale z opravy dodány až v lednu a únoru 2019 a zprovozněny byly na jaře a v létě 2019. Z důvodu náročnosti oprav byly střední články zbylých dvou vozů v únoru 2019 také převezeny k výrobci. Opravené články byly dodány v lednu 2020 a obě tramvaje byly zprovozněny v říjnu téhož roku.